# Lewis Wilson
Lewis G. Wilson (Nueva York, 28 de enero de 1920-San Francisco, 8 de agosto de 2000) fue un actor estadounidense, conocido por ser el primer actor en interpretar al personaje de DC Comics Batman en la serie de televisión de 1943. Su hijo Michael G. Wilson es uno de los productores de la saga de James Bond.

## Biografía
Lewis Wilson se graduó en la Academia de Worcester en Massachusetts durante 1939, haciendo su debut en las pantallas a los 23 años de edad.
Mientras en 1943 Estados Unidos de América participaba de la Segunda Guerra Mundial, Columbia Pictures produjo la primera serie en imagen real de Batman, personaje creado por Bob Kane y Bill Finger en 1939, simplemente titulada Batman. Wilson fue elegido para encarnar a Bruce Wayne/Batman en una serie de 15 capítulos en donde el héroe se enfrentaba al malvado japonés Dr. Daka, interpretado por J. Carrol Naish, que encabezaba a un grupo de traidores americanos con el fin de tener bajo control a todo el país. En 1949 la serie iba a tener una secuela llamada "Batman y Robin", pero Lewis Wilson sería reemplazado por Robert Lowery para el papel principal.
Una vez concluida la guerra, Wilson y su familia se mudaron a California donde el actor y su esposa, Dana Natol, se unieron a la compañía teatral Pasadena Playhouse. Su último trabajo fue en la película Naked Alibi de Jerry Hopper, en 1954. Se retiró del mundo del espectáculo para trabajar durante muchos años en la compañía alimenticia General Foods. Durante su retiro vivió en North Hollywood, California. En 1966, la prensa dejó correr el rumor de que había muerto "unos años antes", sin fijar fecha precisa, lo cual era falso. Lewis Wilson falleció en San Francisco, California, en el año 2000, a los 80 años de edad.

## Filmografía
- Batman (1943) - Batman/Bruce Wayne
- Cabeza Roja desde Manhattan (1943) - Paul
- Buena suerte, Sr. Yates (1943) - Parkhurst (no acreditado)
- First Comes Courage (1943) - Dr. Kleinich (no acreditado)
- My Kingdom for a Cook (1943) - Reportero (no acreditado)
- There's Something About a Soldier (1943) - Thomas Bolivar Jefferson
- Klondike Kate (1943) - George Graham (no acreditado)
- The Racket Man (1944) - Capt. Anderson (no acreditado)
- Sailor's Holiday (1944) - Jerome 'Iron Man' Collins
- Once Upon a Time (1944) - Extra (no acreditado)
- Wild Woman (1951) - Trent
- Craig Kennedy, Criminologist (1952) - Walt Jameson
- Naked Alibi (1954) - Oficial de policía (no acreditado)